# Tayshaneta
Genre
Tayshaneta est un genre d'araignées aranéomorphes de la famille des Leptonetidae.

## Distribution
Les espèces de ce genre sont endémiques du Texas aux États-Unis,.

## Liste des espèces
Selon World Spider Catalog (version 14.5, 2014) :
- Tayshaneta anopica (Gertsch, 1974)
- Tayshaneta archambaulti Ledford, Paquin, Cokendolpher, Campbell & Griswold, 2012
- Tayshaneta bullis (Cokendolpher, 2004)
- Tayshaneta coeca (Chamberlin & Ivie, 1942)
- Tayshaneta concinna (Gertsch, 1974)
- Tayshaneta devia (Gertsch, 1974)
- Tayshaneta emeraldae Ledford, Paquin, Cokendolpher, Campbell & Griswold, 2012
- Tayshaneta fawcetti Ledford, Paquin, Cokendolpher, Campbell & Griswold, 2012
- Tayshaneta grubbsi Ledford, Paquin, Cokendolpher, Campbell & Griswold, 2012
- Tayshaneta madla Ledford, Paquin, Cokendolpher, Campbell & Griswold, 2012
- Tayshaneta microps (Gertsch, 1974)
- Tayshaneta myopica (Gertsch, 1974)
- Tayshaneta oconnorae Ledford, Paquin, Cokendolpher, Campbell & Griswold, 2012
- Tayshaneta paraconcinna (Cokendolpher & Reddell, 2001)
- Tayshaneta sandersi Ledford, Paquin, Cokendolpher, Campbell & Griswold, 2012
- Tayshaneta sprousei Ledford, Paquin, Cokendolpher, Campbell & Griswold, 2012
- Tayshaneta valverdae (Gertsch, 1974)
- Tayshaneta vidrio Ledford, Paquin, Cokendolpher, Campbell & Griswold, 2012
- Tayshaneta whitei Ledford, Paquin, Cokendolpher, Campbell & Griswold, 2012

## Taxinomie
- Tayshaneta furtiva et Tayshaneta uvaldea sont considérées comme nomina dubia selon Ledford et al., 2012[2].

## Publication originale
- Ledford, Paquin, Cokendolpher, Campbell & Griswold, 2011 : Systematics of the spider genus Neoleptoneta Brignoli, 1972 (Araneae : Leptonetidae) with a discussion of the morphology and relationships for the North American Leptonetidae. Invertebrate systematics, vol. 25, no 4, p. 334-388 (texte intégral).